# Eduard Světlík
Eduard Světlík (13. března 1931 Blansko – 21. srpna 2018 Praha) byl český spisovatel a překladatel.

## Vzdělání
Reálné gymnázium v Teplicích (maturoval v roce 1950), sociologie a teorie kultury na FF UK v Praze, státní zkouška z němčiny na Jazykové škole v Ostravě.

## Životopis
Vyrostl v Rakovníku a Teplicích.
V padesátých letech působil v tomto lázeňském městě jako flétnista v symfonickém orchestru, volný novinář a tajemník Krušnohorského loutkového divadla. Dále strávil několik let v Kolíně jako zemědělec a dělník.
Na počátku šedesátých let odešel do Karviné, kde pracoval jako kulturní pracovník na hornickém učilišti a ředitel Klubu Máj Karviná. Spolu se Stanislavem Sohrem založil v Ostravě nakladatelství PULS a vydával Foglarovy knihy.
Od roku 1970 žil v Praze. Nejprve tu byl ředitelem kulturní agentury Fortuna, v důsledku kádrových škraloupů za rok 1968 byl nucen živit se několik let jako hudebník (Hoboes, Banjo Band Ivana Mládka, Originální Pražský Synkopický Orchestr), načež se mu podařilo proniknout do Ústředního domu pionýrů a mládeže, kde zastával funkci vedoucího oddělení estetické výchovy. V té době se jeho hlavní aktivita přesunula k literatuře.
Od osmdesátých let pracoval jako redaktor literárních časopisů (Dílna Literárního měsíčníku, týdeník Kmen), nakladatelský lektor, organizátor a porotce literárních soutěží.
Do devadesátých let vstoupil jako šéfredaktor humoristického měsíčníku Škrt a poté založil s Petrou Urbánkovou nakladatelství Marsyas, které kromě vydávání české literatury (mj. děl E. Hrycha, I. Krause, J. R. Picka) provozovalo knihkupectví a galerii na Žižkově a prodejnu slovenské literatury v Domě slovenské kultury. Po ukončení podnikatelské etapy působil jako šéfredaktor nakladatelství Pragma a časopisu Regena.
Od roku 2000 se věnoval převážně překládání, zasedal v redakční radě časopisu Obce spisovatelů (Dokořán) a byl členem tvůrčí komise DILIA.

## Dílo
- Seznam děl v Souborném katalogu ČR, jejichž autorem nebo tématem je Eduard Světlík
- Benefice, 1987 – sbírka epigramů
- Literární projev, 1989 – příručka pro začínající autory
- Umění, nebo život?!, 1992 – sbírka satirické poezie
- Sever proti Jihu, 1996 – básnický cestopis
- Jak zkrotit Pegasa aneb O literární tvorbě s humorem, Academia 2002
- Dámská volenka, 2004 – sbírka povídek
- Vilané a tajemný dr. Aude, 2006 – groteskní román
- Půvab poetiky, průvodce pravidly poezie, 2009

### Zastoupení ve sbornících
- Kniha sťažností, antológia českej básnickej satiry, 1987
- Smějeme se době i sobě, almanach humoru, 1994
- In flagranti, literární revue Klubu českých spisovatelů, 2002
- Nezabolí jazyk od dobrého slova, antologie aforismů, 2004
- Pódia z krabičky, malé scény šedesátých let, 2005
- Nevěry II, almanach povídek, 2005
- Epigram 2006, sborník Syndikátu novinářů Vysočina, 2006
- Almanach českých novinářů, 2008

### Editorská činnost
- Pickanterie, koláž ze života a díla J. R. Picka, 1993
- Velká kniha židovských anekdot, 2001

### Překlady
ze slovenštiny
- Medová žihadla, antologie slovenského humoru, 1987
- Ľubomír Feldek: Jánošík podle Vivaldiho, divadelní hra, 1989

z němčiny
Třicet pět knižních titulů z věcné i umělecké literatury, mj.
- Karl Erich Grözinger: Kafka a kabala, 1998
- Klaus Bednarz: Na východ od slunce, cestopis, 2004
- H. Amesberger, K. Auer, B. Halbmayr: Sexualizované násilí, sociologická studie, 2005
- Jochen Kirchhoff: Jinosvět, filosofická studie, 2008

Dále romány M. Kampfové, S. Obermeiera, C. C. Bergiuse, detektivky islandské autorky Y. Sigurdardóttir aj.